# Ирис тонколистный
И́рис тонколи́стный, или Каса́тик тонколистый (лат. Īris tenuifōlia)— растение, вид рода Ирис семейства Ирисовые.

## Распространение и экология
Ирис тонколистный произрастает на песках в пустынях и полупустынях, реже в степях.
Распространён в странах Центральной Азии (Казахстан, Туркмения, Узбекистан, Афганистан), также в пустынях Китая, Пакистана и Монголии. В России встречается в Забайкалье (Бурятия, Читинская область), на Южном Урале (Башкортостан, Челябинская область), в Нижним Поволжье (Саратовская и Волгоградская область)и в Убсунурской котловине (Тува). Растение занесено в Красные книги Саратовской и Волгоградской областей.

## Ботаническое описание
Многолетнее растение, высота 20—40 см. Корневище тонкое; остатки листовых влагалищ образуют подушковидную дерновину.
Стебель 2—4 см высотой; листья 1—1,5 мм толщиной, длиной 20—40 см, линейные, жёсткие, серовато-зелёного цвета.
Цветёт в апреле — мае, цветки светло-синие или сине-фиолетовые.

## Таксономия
|  |                                      |  |                                                             |                                                             |                    |  | ещё 24 семейства (согласно Системе APG II) | ещё 24 семейства (согласно Системе APG II) |                       |  |  |  | ещё около 180 видов |
|  |                                      |  |                                                             |                                                             |                    |  | ещё 24 семейства (согласно Системе APG II) | ещё 24 семейства (согласно Системе APG II) |                       |  |  |  | ещё около 180 видов |
|  |                                      |  |                                                             | порядок Спаржецветные                                       |                    |  |                                            |                                            | род Ирис              |  |  |  |                     |
|  |                                      |  |                                                             | порядок Спаржецветные                                       |                    |  |                                            |                                            | род Ирис              |  |  |  |                     |
|  | отдел Цветковые, или Покрытосеменные |  |                                                             |                                                             | семейство Ирисовые |  |                                            |                                            | вид Ирис тонколистный |  |  |  |                     |
|  | отдел Цветковые, или Покрытосеменные |  |                                                             |                                                             | семейство Ирисовые |  |                                            |                                            |                       |  |  |  |                     |
|  |                                      |  | ещё 44 порядка цветковых растений (согласно Системе APG II) | ещё 44 порядка цветковых растений (согласно Системе APG II) |                    |  |                                            | ещё около 75 родов                         | ещё около 75 родов    |  |  |  |                     |
|  |                                      |  |                                                             | ещё 44 порядка цветковых растений (согласно Системе APG II) |                    |  |                                            |                                            | ещё около 75 родов    |  |  |  |                     |

## Галерея
- общий вид растения в типичном биотопе
- основания отмёрших листьев образуют подушковидную дерновину
- цветок
- растение на обрыве: видны дерновина и корни